# Культурная память
Термин культурная память был впервые использован немецким египтологом Яном Ассманом в книге «Культурная память», развивавшей теорию коллективной памяти Мориса Хальбвакса. Ян Ассман и более поздние учёные, например Андреас Хюссен, начали проявлять интерес к памяти, иллюстрированной такими разными явлениями как мемориальные комплексы и культура ретро, и мнемонике с начала 1980-х годов.
Поскольку память не является исключительно индивидуальным, личным опытом, но также частью коллективного, — культурная память стала темой исследования как в историографии (Пьер Нора, Ричард Тердиман), так и в культурологии (Сьюзен Стюарт). Эти направления выделяют процесс памяти (историография) и её подтекст и объекты (культурология). Возникло две научных школы: одна утверждает, что настоящее определяет наше понимание прошлого; вторая — что прошлое влияет на наше поведение в настоящем.

## Историографический подход

### Время
Для понимания явления культурной памяти ключевым является разграничение памяти и истории. Это разграничение выдвинул Пьер Нора, указавший на нишу между историей и памятью.
Ученые расходятся во мнениях, когда распространилось такое представление. Нора утверждает, что это произошло во время формирования европейских национальных государств. Для Ричарда Тердимена отправной точкой является Французская революция: изменение политической системы, а также начало индустриализации и урбанизации, сделали жизнь более сложной. В результате людям не только стало труднее понимать новое общество, но, поскольку перемены были настолько радикальными, также возникли проблемы с отношением к прошлому до революции. В такой ситуации больше не существовало единого понимания прошлого. Понимание прошлого стало возможным только посредством истории. Когда люди осознали, что история является лишь одной из версий прошлого, их стало всё больше и больше заботить их собственное культурное наследие (фр. patrimoine), помогавшее сформировать коллективную и национальную идентичность. Пытаясь найти идентичность, способную объединить страну или народ, правительства сконструировали коллективные воспоминания в форме воспоминаний об умерших, которые должны были объединить группы меньшинств и лиц, выступавших против чего-либо. Очевидным становится тот факт, что одержимость памятью совпадает со страхом забвения и стремлением к аутентификации (подтверждению своей идентичности).
Однако позднее возникают вопросы, было ли время, в которое существовала «чистая» не опосредованная память, как, в частности, утверждает Нора. Некоторые учëные, например социолог Тони Беннетт, справедливо отмечают, что опосредованное представление о чём-либо является ключевым условием человеческого восприятия в целом: наблюдать чистые и объективные воспоминания невозможно.

### Пространство
Понятие культурной истории часто понимают неверно. В основном это происходит из-за того, что память понимается слишком узко: как временное явление. Нора первым начал соединять память с физическими, осязаемыми местами, известными в настоящее время как места памяти. В своих работах он доказывает, что они являются mises en abîme, объектами, символизирующими более сложные моменты истории. Хотя он и сосредотачивается на пространственном подходе к процессу вспоминания, уже в своих ранних историографических теориях Нора отмечает, что память выходит за пределы осязаемых и визуальных аспектов, становясь, таким образом, гибкой и нестабильной. Это довольно проблематичное свойство, также охарактеризованное Тердименом как «вездесущесть» памяти.
Одну из главных трудностей увековечивания прошлого (как в точной визуальной, так и в абстрактной форме) вызывает тот неминуемый факт, что оно не существует. Каждое воспоминание, при попытке его воспроизвести становится, как утверждает Тердиман, «нынешним прошлым». Именно это иррациональное желание вспоминать то, что исчезло навсегда, порождает чувство ностальгии, которое нетрудно заметить во многих аспектах повседневной жизни и, особенно, в предметах культуры.

## Подход культурных исследований

### Воплощённая память
В недавнее время учёные обратились к изучению «воплощённой памяти». Пол Коннертон утверждает, что тело можно рассматривать как контейнер, носитель воспоминаний, двух разных типов социальных практик, запечатления и вовлечения. Первая включает все виды деятельности, которые помогают сохранять и извлекать информацию: фотография, письмо, запись видео и т. д. Вторая подразумевает выполнение выученных актов путём физических действий, например, произнесённое слово или рукопожатие. Подобные акты осуществляются каждым индивидом в отдельности в бессознательном состоянии, и можно утверждать, что такая память, передающаяся в жестах и привычках, более подлинна, чем «опосредованная» память передающаяся запечатлением.
Первые идеи воплощённой памяти, в которой прошлое «находится» в теле индивида, восходят к работам таких эволюционистов, как Жан-Батист Ламарк и Эрнст Геккель. Закон наследования приобретённых признаков Ламарка и биогенетический закон Геккеля выдвинули идею о том, что индивид является суммой всей предыдущей истории (однако, обе эти концепции отвергаются современной наукой).

### Объекты
Память может храниться, в частности, в объектах. Сувениры и фотографии занимают важное место в дискурсе культурной памяти. Несколько авторов подчёркивает, что отношения между памятью и объектами изменились с XIX века. Так, Стюарт утверждает, что наша культура перестала быть культурой производства, а стала культурой потребления. Товары, как утверждает Тердимен, во время массового производства и коммодификации утратили «память собственного изготовления». В то же время, говорит он, отношение между воспоминаниями и объектами институционализировано и эксплуатируется в форме торговли сувенирами. Эти необычные объекты могут относиться либо к давнему прошлому (антиквариат) или отдалённому (экзотическому) месту. Стьюарт объясняет, каким образом сувениры становятся подтверждением нашего опыта и знаком событий, которые существуют только благодаря возникновению нарратива.
Это представление можно легко применить к другому действию, имеющему особые отношения с памятью: фотографии. Кэтрин Кинан объясняет, как процесс фотографирования может подчеркивать важность воспоминания, как индивидуального, так и коллективного. Она также утверждает, что фотографии могут не только стимулировать или помогать вспоминать, но скорее затмевать саму память, когда фотографии лежит в основе воспоминания, или они могут служить напоминанием склонности забывать. Другие исследователи утверждают, что фотография может стать частью памяти и тем самым поддерживать её.
Эдвард Чейни ввёл в употребление термин «культурный мемориал» описывающий как общие типы, например обелиски и сфинксы, так и конкретные объекты, например обелиск Домециана, Абу-Симбел или «молодой Мемнон», которые имеют приписываемые им значения, эволюционирующие со временем. Варианты прочтения древнеегипетских рукописей Геродотом, Плинием, коллекционером Графом Арунделом, путешественниками XVIII века, Наполеоном, Шелли, Уильямом Бэнксом, Гарриэт Мартино, Флоренс Найтингейл, Зигмундом или Люсьеном Фрейдом показывают широкий спектр интерпретаций, сделанных этими авторами, каждый из которых в разной степени увлечен реконструкцией собственных намерений.

## Между культурой и памятью: опыт
Помимо собирательных исследований культурной памяти, упомянутых выше, существует и другая «школа», истоки которой восходят к постколониальным и гендерным исследованиям. Она подчёркивает важность индивидуальных и отдельных воспоминаний тех, чьи голоса обычно нельзя расслышать в обществе: женщин, меньшинств, гомосексуалов и других.
Опыт, прожитый или воображенный, относится как культуре, так и к памяти. Оба эти фактора влияют на него, но и он в свою очередь определяет их. Противопоставляя традиционную теорию женственности и прожитой памяти, Фригга Хауг приходит к выводу, что культура влияет на опыт, предлагая опосредованное восприятие, которое влияет на него. Историки в свою очередь, например Нил Грегор, придерживаются точки зрения, что опыт влияет на культуру, личный опыт можно обсуждать и тем самым он становится коллективным. Мемориал, например, может представлять общее чувство потери.
Влияние памяти становится очевидным в том, как прошлое ощущается в нынешних условиях, согласно Полу Коннертону например, её невозможно исключить из человеческого существования. С другой стороны, именно восприятие, ведомое стремлением к аутентичности, приукрашивает воспоминание, ясно выраженное желанием ощутить реальное (Сьюзан Стьюарт). Таким образом, опыт необходим для интерпретации культуры и памяти, и наоборот.

## Исследования
Последние исследования и теории в области культурной памяти подчёркивают важность рассмотрения содержания культурных идентичностей в понимании изучения социальных отношений и прогнозирования культурных установок.